# Cementiri del Pont Major
El Cementiri del Pont Major és un cementiri de Girona que forma part de l'Inventari del Patrimoni Arquitectònic de Catalunya.

## Descripció
De planta rectangular i compost segons dos eixos perpendiculars, un on hi ha l'entrada, una porta de llinda planera amb frontó i inscripció MISEREMINI MEI SALTEM VOS AMICI MEI- Job, 19, de pedra, i fins a la capella senzilla neogòtica arrebossada. I el perpendicular, al qual s'accedeix per una porta descentrada al lateral dret. Els dos eixos creen 4 parterres interiors, on els dos més propers a la capella tenen dues tombes cadascun. A la dreta les tombes d'en Jaume Regàs (estàtua sense pedestal), Jaume Catà i Faura (creu entrellaçada per un roser, amb base piramidal). A l'esquerra hi ha les tombes d'en Nicolau Regàs i Riera (creu sobre piràmide) i la família Mas (templet neogòtic de pinacles i creu).
Hi ha nínxols a tres costats, escepte al lateral dret. Façana arrebossada i la resta de pedra vista.

## Història
Es començà a construir a finals del segle xix i s'acabà l'any 1919.
Hi és enterrat el regidor Just Manuel Casero i Madrid (Abrantes, Portugal, 1946 – Girona, 1981), periodista, escriptor i polític, cofundador del diari El Punt.